# Franz Häuser

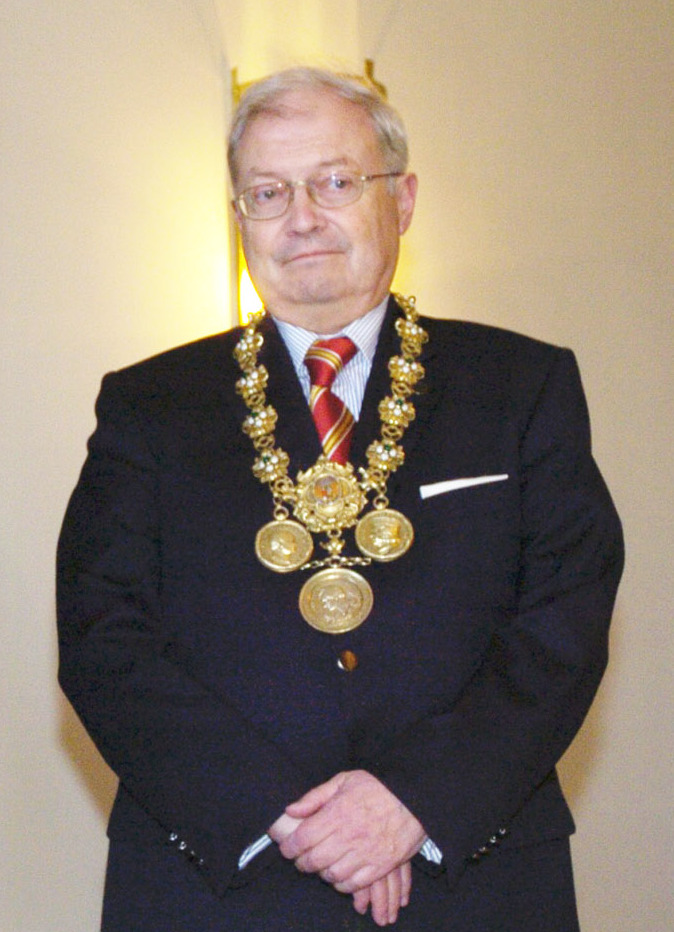
Franz Häuser mit Rektorkette der Universität Leipzig (März 2007)

Franz Häuser (* 14. August 1945 in Limburg an der Lahn, Heimatort Hadamar-Steinbach) ist ein deutscher Jurist und war vom 23. April 2003 bis zum 2. Dezember 2010 Rektor der Universität Leipzig. 
Nach dem Abitur an der Tilemannschule Limburg nahm Häuser ein Studium der Rechtswissenschaft in Marburg auf, das er an der Universität Bonn fortsetzte und 1970 mit dem Ersten Juristischen Staatsexamen beendete. Dem 1974 in Hessen abgelegten Zweiten Juristischen Staatsexamen folgte eine Tätigkeit als wissenschaftlicher Assistent und als wissenschaftlicher Mitarbeiter des Instituts für internationales Recht des Spar-, Giro- und Kreditwesens an der Johannes Gutenberg-Universität Mainz. Häuser wurde mit einer Arbeit über „Unbestimmte ‚Maßstäbe‘ als Begründungselement richterlicher Entscheidungen – dargestellt anhand von Entscheidungen des II. Zivilsenats des Bundesgerichtshofs zum Recht der Personalgesellschaften“ 1981 zum Dr. iur. promoviert. Anschließend habilitierte er sich mit einer bis heute unveröffentlichten Arbeit über die Bürgschaft auf erstes Anfordern. Häuser wurde daraufhin die venia legendi für die Fächer Bürgerliches Recht, Handels- und Gesellschaftsrecht sowie Arbeitsrecht verliehen.
Nach Lehrstuhlvertretungen in Bielefeld (Wintersemester 1991/1992) und Potsdam (Sommersemester 1992) wurde Häuser im Wintersemester 1992/1993 Professor an der Juristenfakultät der Universität Leipzig. Seit dem Wintersemester 1998/1999 ist er zudem Ko-Direktor des „Instituts für deutsches und internationales Bank- und Kapitalmarktrecht“ der Juristenfakultät der Universität Leipzig. Am 13. November 2002 wurde Häuser zum Prorektor für strukturelle Entwicklung und am 23. April 2003 zum Rektor der Universität Leipzig gewählt. Am 1. November 2006 wurde er durch das Konzil der Universität in seinem Amt bestätigt, das er bis 2010 innehatte.
Häusers Arbeitsschwerpunkte sind das Bank- und Kapitalmarktrecht. Er war Mitglied im Börsenrat der Berliner Wertpapierbörse und war von 1984 bis 2005 Mitglied der Redaktion der Zeitschrift für Wirtschafts- und Bankrecht (WM, Wertpapiermitteilungen Teil IV).